# Основа у облику уписанога крста
Цркве са основама уписанога крста развијале су се у византијској архитектури која се развија на подручју које се налази на територији Источног римског царства и везује се за Цариград иако нема тачне границе њеног одељивања од хришћанске уметности И може се сматрати да је настала у почетку 5. века .
Ранохришћанска и Византијске цркве у основи имају облик крста код кога су сви краци једнаке дужине. Простор у средини крста као и сва четири бочна простора покривају се са куполама. Груписање купола око централне куполе је карактеристично за ову цркву.
Из архитектуре хришћанског истока - Византије усавршен је облик уписаног крста , и он се јавља у више варијанти:
- развијени уписани крст (са једном или пет купола),
- сажети уписани крст са једном куполом,
- развијени уписани крст са обимним бродом (једна или пет купола),
- уписани крст са суженим крацима,
- комбиновани са елементима уписаног крста